# Hyalophora
Hyalophora — род чешуекрылых из семейства павлиноглазок и подсемейства Arsenurinae.

## Систематика
В состав рода входят:
- Hyalophora cecropia (Linnaeus, 1758) — Восточные и Северные США
  - Hyalophora cecropia × euryalus
- Hyalophora columbia (Smith, 1865) — Новая Шотландия, Нью-Брансуик, Мэн, Манитоба, Миннесота, Висконсин и Мичиган
- Hyalophora gloveri (Strecker, 1872) — Скалистые горы
- Hyalophora euryalus (Boisduval, 1855) — Центральная Америка и дальний юг США